# Gilsland
Gilsland – wieś w Anglii, w hrabstwie Northumberland, a także częściowo w Kumbrii. Leży 62 km na zachód od miasta Newcastle upon Tyne i 420 km na północny zachód od Londynu.